# Lenco BearCat
Le Lenco BearCat , est un véhicule de transport de troupes blindé à roues conçu pour une utilisation militaire et policière. Il est utilisé par plusieurs forces militaires et organismes d'application de la loi à travers le monde.

## Histoire
Depuis 1981  Lenco Industries, basée dans le Massachusetts, connue sous le nom de "Lenco Armored Vehicles" (littéralement "véhicules blindés Lenco"), a conçu et fabriqué des véhicules blindés pour les forces de l'ordre, les militaires, mais aussi les sociétés de sécurité privées. Lenco a produit plus de 5 000 véhicules blindés destinés à être utilisés dans plus de 40 pays à travers le monde.
Le BearCat est un type de véhicule produit par la société qui est utilisé par de nombreux organismes militaires et d'application de la loi américains. Il est également utilisé par tous les groupes tactiques de la police des États et des territoires d' Australie. Le nom BearCat signifie "Ballistic Engineered Armored Response Counter Attack Truck" (traduisible en français par "Camion d'intervention balistiquement renforcé"). Il est le plus petit cousin du Lenco BEAR  Le Bearcat est basé sur un châssis de camion commercial Ford F-550 Super Duty avec deux moteurs disponibles (le V10 Triton Gasoline et le turbo diesel de 6,7 L) et une transmission automatique à six rapports. La carrosserie blindée en acier "mil spec" d'une épaisseur 0,5 à 1,5 pouce est complétée par un verre pare-balles capable de stopper plusieurs tirs de .50 BMG, de résister aux explosions... Il dispose de sabords au niveau des écoutilles du toit et de la tourelle. Il permet aussi de recevoir les équipements spécifiques des différents services et des modifications au niveau des lumières ou des sirènes. Il peut accueillir par exemple un bélier, un treuil, des caméras thermiques ou encore des projecteurs.
Le premier BearCat a été conçu et réalisé en août 2001 en tant que "sous-produit" de la plus grande gamme Lenco B.E.A.R, avec la participation du Special Enforcement Bureau (SEB) du Los Angeles Sheriff Departement. Cela visait à améliorer leur parc de véhicules d'intervention et notamment remplacer leurs vétustes Cadillac Gage Ranger "Peacekeeper".

## Usage
Les organismes chargés de l'application de la loi désignent généralement les BearCats comme des «véhicules de sauvetage blindés»  leur utilisation principale étant de transporter des agents tactiques ( SWAT / équipes de réaction spéciale ) vers et depuis des situations hostiles et d'aider à la récupération et à la protection des civils en danger lors de menaces terroristes, de prises d'otages ou d'affrontements avec de grands rassemblements d'agresseurs,. Le BearCat est conçu pour fournir une protection contre une variété de menaces d' armes légères, d' explosifs et d' EEI . Comme son plus grand cousin, le BEAR, le BearCat peut être équipé du système de rampe réglable mobile «MARS» qui permet aux officiers tactiques d'accéder aux plates-formes surélevées telles que les fenêtres du deuxième étage ou les avions,.
On a attribué à Lenco BearCats d'avoir sauvé la vie d'officiers lors d'affrontements armés à de nombreuses reprises. En 2010, à Athènes, au Texas, un délinquant armé a tiré plus de 35 coups d'un fusil AK-74 semi-automatique sur l'unité tactique de la police. Pas une balle n'a pénétré le BearCat. En juin 2012, un BearCat, appartenant à l'équipe d'intervention d'urgence de Central Bucks, a pris 28 cartouches d'un «fusil de grande puissance» de la part d'un forcené sans qu'aucune cartouche n'ait pénétré dans le véhicule. En novembre 2015, un BearCat a été utilisé par la police pour secourir des civils lors de la fusillade de Colorado Springs Planned Parenthood. Le BearCat du bureau du shérif du comté d'Oklahoma a reçu entre quatre et sept tirs d'une carabine lors d'un incident le 29 décembre 2015. Le shérif Whetsel aurait déclaré que le BearCat avait sauvé la vie des officiers. Le 12 juin 2016, un BearCat a été utilisé pour pénétrer dans la boîte de nuit Pulse à Orlando lors d'une fusillade qui a fait 49 morts et 53 blessés.

## Variantes

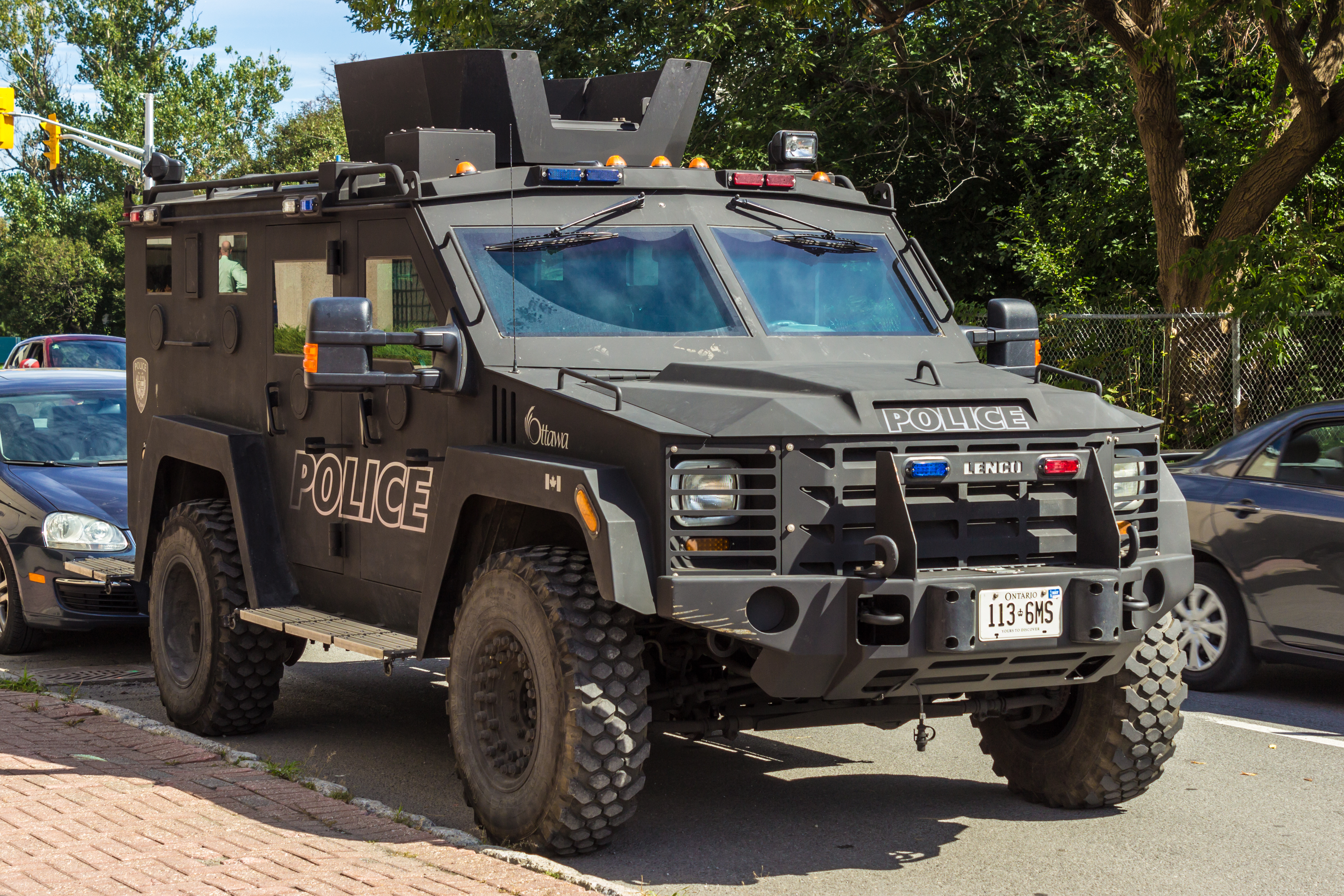
BearCat G3 du Service de police d'Ottawa

À l'heure actuelle, il existe neuf variantes du BearCat, certaines avec des caractéristiques uniques et d'autres conçues à des fins ou pour des clients spécifiques,.
- Militaire - Version militaire
- LE - Version application de la loi (Law Enforcement)
- G3 - variante tout-terrain pour les forces de l'ordre
- VIP / SUV - véhicule blindé pour les missions diplomatiques
- Medevac LE - véhicule blindé d'évacuation médicale (police) "MedCat" - équipé de deux brancards, de réservoirs d'oxygène, d'un poste de travail éclairé et de compartiments pour les fournitures médicales et le stockage du matériel[18].
- Medevac Mil - véhicule blindé d'évacuation médicale (militaire) "MedCat" - conçu pour les soins tactiques au combat (TC3), équipé des mêmes caractéristiques que le MedCat LE avec quatre brancards.
- Maintien de l'ordre
- Version présentant un équipement anti-émeute, comme illustré ci-dessous.
  - Équipé d'une lame hydraulique avant pour déplacer de lourdes barrières
  - Acier blindé avec kit balistique  et protection contre les explosions en option
  - Kit de protection de l'artilleur avec supports pour M249, Mk19, M2 .50 Ca
  - Plan d'étage spécifique à la mission conçu pour les besoins des utilisateurs finaux
  - Écrans de protection pour les fenêtres et pare-lumière, LRAD, lanceur de fumée
  - Moteur turbo diesel V8; 4x4 pour des performances hors route
  - Plateforme commerciale standard (COTS) pour une maintenance simple et économique
- G4 M-ATV - véhicule tout-terrain blindé (Génération 4)
- EOD ( Elimination des explosifs) - véhicule blindé "BombCat" pour les unités de déminage avec support pour un grand robot de déminage, avec rampe rabattable et plate-forme à commande hydraulique pour le déploiement. Peut également inclure une caméra zoom montée sur le toit avec éclairage, une caméra thermique, un équipement CBRNE et des capteurs de communication avancés sur demande[19],[20].

## Fonctionnalités
La série BearCat est personnalisable avec une variété de fonctionnalités non standard en fonction des exigences des clients. Les BearCats peuvent être équipés de systèmes de plates-formes surélevées mobiles appelés "Liberator" et "ARC" et proposées par Patriot3, Inc., pour permettre aux unités tactiques d'accéder à une variété de structures surélevées telles que des bâtiments à plusieurs étages, des navires à quai ou des aéronefs victimes de prise d'otages ou situations terroristes. Le LAPD a équipé l'un de ses quatre véhicules blindés Lenco d'un de ces systèmes tout comme de nombreux autres organismes d'application de la loi locaux et étatiques.
Certaines des fonctionnalités du BearCat incluent:
- lumières / sirènes de secours
- trappe de toit rotative
- tourelles motorisées en option avec ou sans panneaux de verre balistique et boucliers anti-souffle
- supports pour armes à feu
- treuils électriques
- marchepieds
- protection contre les explosifs chimiques, biologiques, radiologiques, nucléaires et à haut rendement ( CBRNE )
- caméra de recul
- station d'arme télécommandée commune (CROWS)
- bélier
- buse de déploiement de gaz CS ( gaz lacrymogène)
- systèmes de détection de radiations
- systèmes de caméras thermiques
- projecteurs

## Les opérateurs

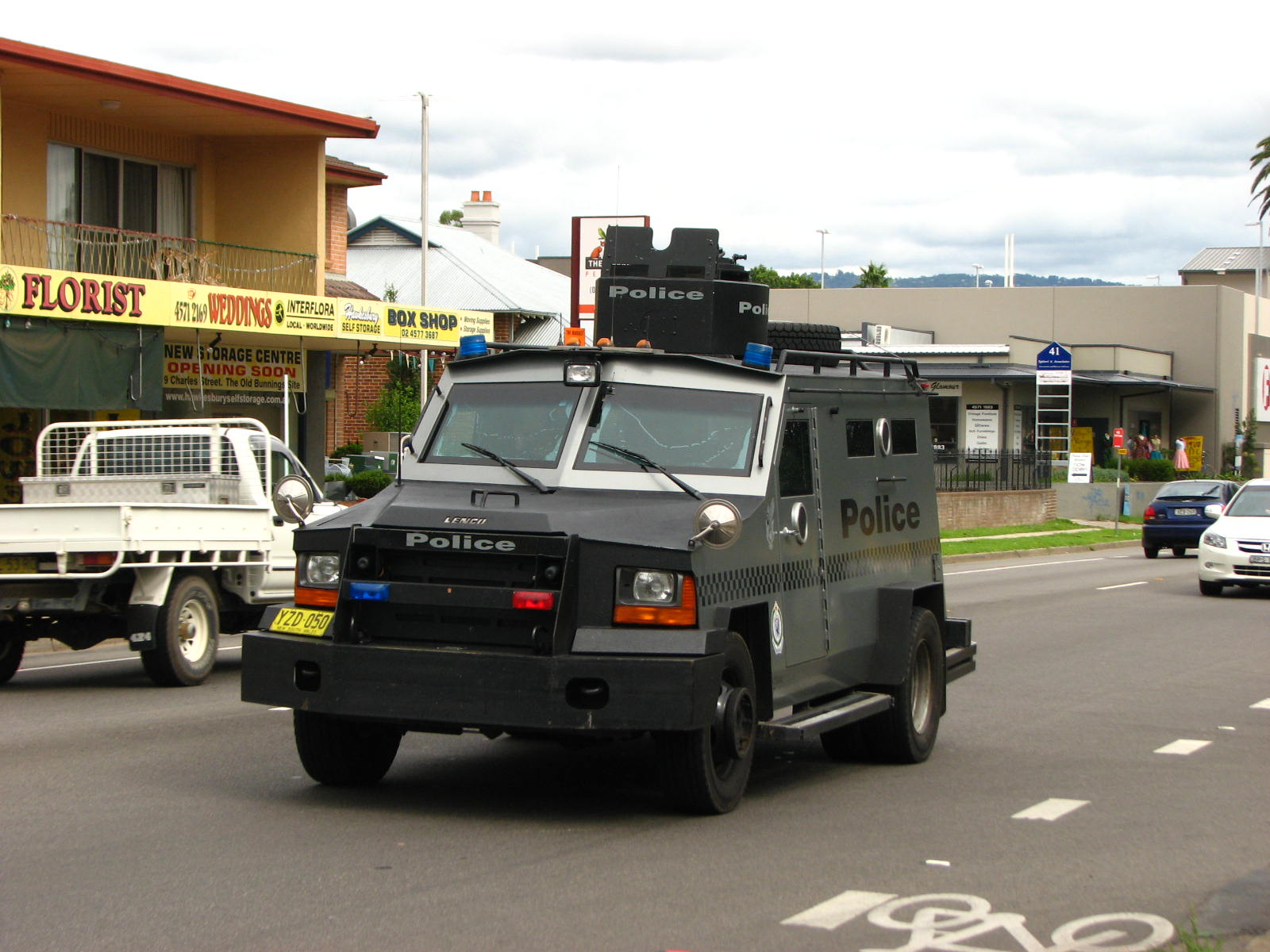
Véhicule de sauvetage blindé Lenco BearCat de l'unité des opérations tactiques de la Police de la Nouvelle-Galles du Sud.

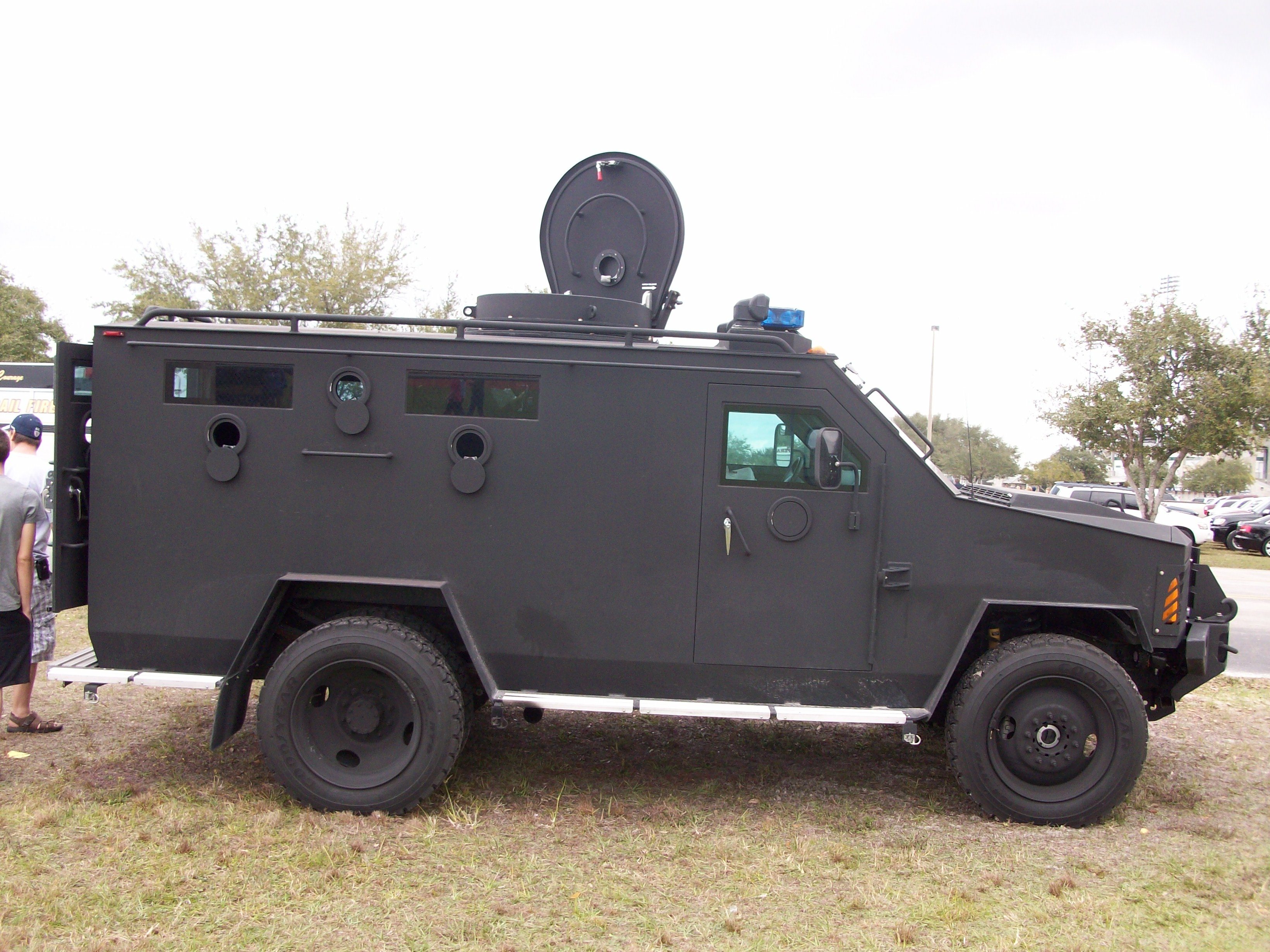
Lenco BearCat appartenant à l'équipe SWAT du bureau du shérif du comté de Lee (Floride)

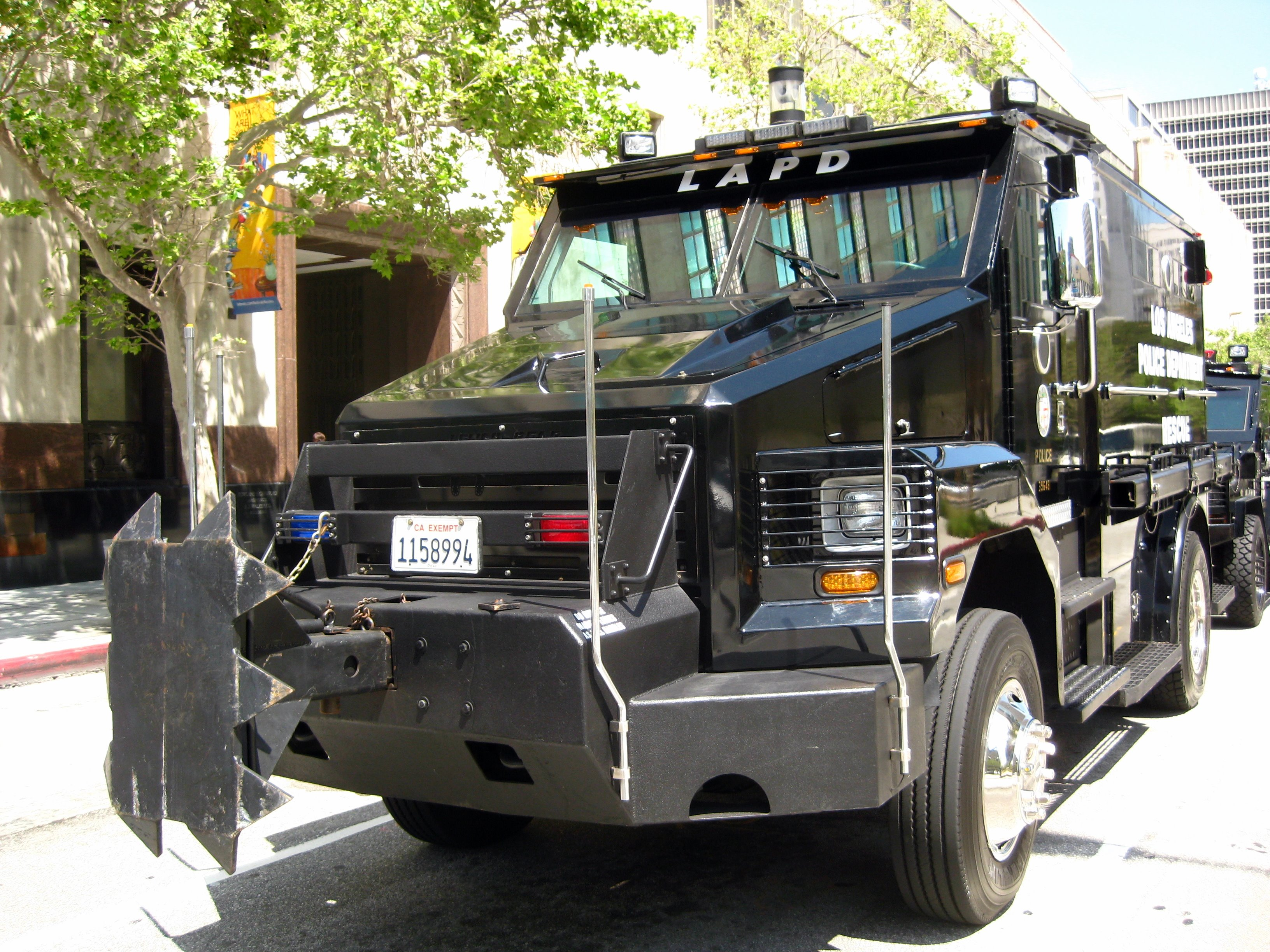
Los Angeles Police Department SWAT 'Rescue 1' BEAR avec une lame de déblaiement.

Des BearCats de différentes configurations sont utilisés par les agences et départements suivants à travers le monde, avec plus de 500 utilisés aux États-Unis seulement.
 Australie
- Police fédérale australienne - Groupe d'intervention spécialisé [8]
- Police de la Nouvelle-Galles du Sud - Unité d'opérations tactiques × 3 (une de chacune des variantes 2003[22], 2012 [23] et 2018 [24] ) [25],[26]
- Police du Territoire du Nord - Groupe d'intervention du territoire [27],[28]
- Service de police du Queensland - Équipe spéciale d'intervention d'urgence × 2 [29]
- Police d'Australie méridionale - Tâches spéciales et groupe de sauvetage [30]
- Police de Tasmanie - Groupe des opérations spéciales [31],[32]
- Police de Victoria - Groupe d'opérations spéciales × 2 (variante 2018) et Équipe d'intervention en cas d'incident critique x1 (variante 2013) [33],[34]
- Police d'Australie-Occidentale - Groupe d'intervention tactique × 2 [35],[36]

 Bangladesh
- Police du Bangladesh
- Bangladesh Ansar
- Garde-frontière Bangladesh

 Belgique
- Police locale d' Anvers [37],[38]

 Brésil
- Police militaire de l'État de Goiás - Batalhão de Operações Especiais [39]

 Canada
- Service de police d'Ottawa - Unité tactique [40]
- Service de police de Saskatoon - Équipe d'intervention d'urgence [41]

 Hongrie
- Centre de lutte contre le terrorisme

 Maroc
- Forces auxiliaires marocaines - 88 véhicules blindés BearCat pour la lutte antiémeute, le transport de troupes, les communications, la protection des convois et les variantes SWAT[42].
- BCIJ (Bureau Central d'Investigations Judiciaires), Cellule Marocaine d'Intelligence Intérieure et Forces Spéciales.

 Pays-Bas
- Corps de police national - Plusieurs Lenco BEARs et Lenco BearCats en service auprès des Dienst Speciale Interventies (Service d'intervention spéciale). Un service de police composé à la fois de militaires et de policiers, spécialisé dans les opérations de lutte contre le terrorisme, l'appréhension d'individus de grande valeur ou à haut risque, les détournements d'aéronefs et les prises d'otages. Comprend également les opérateurs appartenant au M-Squadron du NLMARSOF, forces d'opérations spéciales du Corps des Marines des Pays-Bas, sous le commandement de la DSI pour des opérations nationales de lutte contre le terrorisme sur le sol néerlandais, spécialisées dans les interventions complexes et à grande échelle[43].

 République de Chine
- Agence nationale de police (Taïwan) - Groupe des opérations spéciales de l'Agence nationale de police [44]

 États-Unis
- Federal Bureau of Investigation - Armes spéciales et tactiques [45]
- Département de l'Énergie des États-Unis Plus de 80 BearCats Lenco sur (8) sites DoE  [46]
- Police des parcs des États-Unis [47]
- Centre spatial Kennedy - Équipe d'intervention d'urgence [48]

Police d'État  et locales
- Soldats d'État de l'Alaska - 3 [49]
- Département de police de Bloomington [50]
- Bureau du shérif du comté de Berrien SWAT
- Shérif du comté de Boulder [51]
- Service de police de Burbank - SWAT [52]
- Équipe d’intervention d’urgence de Central Bucks [14]
- Département de police de Chicago - SWAT [53]
- Bureau du shérif du comté de Clackamas, CCSO SWAT. Comté de Clackamas, OU x 1 Bearcat
- Concord, New Hampshire, service de police [54]
- Département de police de Dallas (Texas) - SWAT x 2 [55]
- Département de police de Denver - SWAT [56]
- Département de police des Moines; Des Moines, IA [57]
- Shérif du comté de Douglas (CO) -SWAT
- Département de police d'Edmond Oklahoma - SWAT [58]
- Bureau de police d'Erie (PA) [59]
- Département de police d'Honolulu - Division des services spécialisés [60]
- Département du shérif du comté de Hudson - SWAT [61]
- Département du shérif du comté de Humboldt (CA) [62],[63]
- Patrouille routière du Kansas - Équipe d'intervention spéciale et force de campagne mobile [64]
- Keene, service de police du New Hampshire - SWAT
- Police d'État de Louisiane - SWAT [65]
- Département du shérif du comté de Los Angeles - Bureau d'exécution spécial × 6 (un OURS, trois BearCats, deux paramédicaux ou MedCats) [66]
- Département de police de Los Angeles - SWAT × 4 (un OURS, deux BearCats et une variante MedCat) [67]
- Comtés du SWAT, de Cowlitz, de Clark, de Skamania et de Wahkiakum du bas Columbia - État de Washington[68].
- Département de police de Miami Dade - SRT [69]
- Équipe d'intervention spéciale du département de police de Miami-Dade [70]
- Police de l'État du Michigan - Équipe d'intervention d'urgence
- Département du shérif du comté de Montrose, Colorado
- Département de police du métro de St Louis - SWAT [71]
- Police d'État du Nouveau-Mexique - Équipe tactique [72]
- Unité des services d'urgence du département de police de New York × 2 [73],[74]
- Conseil d'application de la loi du nord-est du Massachusetts (NEMLEC) [75]
- Bureau du shérif du comté d'Oklahoma - SWAT [16]
- Département de police d'Orlando
- Département de police de Pasadena - SWAT [76]
- Département du shérif du comté de Passaic - SWAT [77]
- Bureau de police de Portland (PPB), équipe spéciale d'intervention d'urgence, Portland, OU x 2 Bearcats, 1 Medcat
- Administration portuaire de Portland (PPA), équipe spéciale d'intervention d'urgence, Portland, OU x 2 Bearcats
- Département de police du comté de Prince William SWAT [78]
- Département de police unifié de Greater Salt Lake [79]
- Comté de Riley, département de police du KS [80]
- Département de police de San Diego (Californie) - SWAT [81]
- Département de police de San Francisco - SWAT [82],[83]
- Département de police de Santa Barbara [84]
- Département de police de bord de mer (Californie) [85]
- Équipe SWAT du sud-est de l'Idaho [86]
- Bureau du shérif de la paroisse St. John the Baptist - Unité de gestion des crises (CMU) [87]
- Département de police de Stockton (Californie) - SWAT [88]
- Équipe d'intervention rapide du comté de York (Pennsylvanie) [89],[90]
- Bureau du shérif du comté de Walworth (Wisconsin) [91]
- Service de police de Bellevue, Washington - SWAT

Armée
- 91e Groupe des forces de sécurité de l' armée de l'air des États-Unis [92]
- United States Air Force Global Strike Command - (6) Bases de l'armée de l'air - 60 BearCats pour la protection des convois de missiles nucléaires
- Régiment des forces de sécurité du Corps des Marines [93]
- BearCats de l' armée des États-Unis utilisés pour les équipes de réaction spéciale de la police militaire de l'armée américaine 
  - Fort Carson, Colorado
  - Fort Hood, Texas
  - Fort Riley, KS
  - Fort Bragg, Caroline du Nord
  - Armée américaine, 94e MP BN Corée
- SWFPAC et SWFLANT de la marine des États-Unis (installations d'armes stratégiques / Pacifique et Atlantique - Plus de 100 BearCats pour la patrouille et la sécurité du périmètre)